# VVER

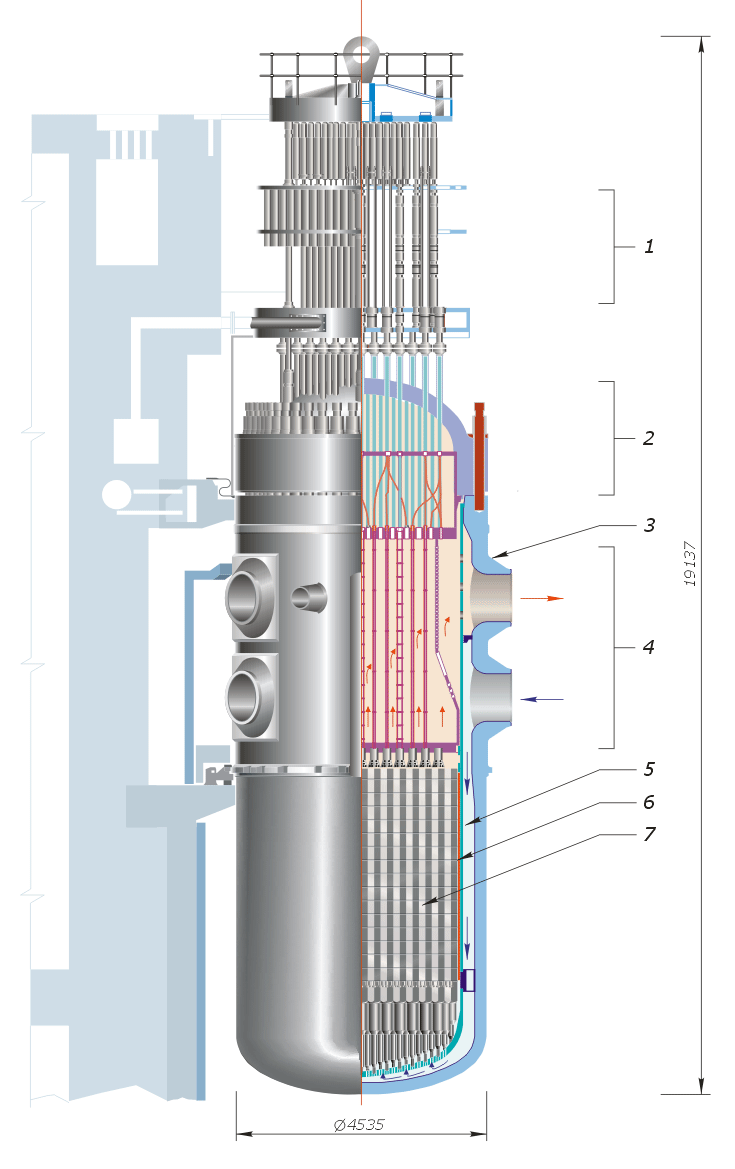
WWER-1000 (ou VVER-1000 como transliteração direta do russo ВВЭР-1000) é um reator nuclear russo de 1000 MWe do tipo PWR.

VVER ou WWER (de em russo:  Водо-водяной энергетический реактор; transliterado como Vodo-Vodyanoi Energetichesky Reaktor; Água-água Energético reator) é um tipo de reator nuclear que começou a ser produzido na extinta União Soviética. VVER é um reator nuclear moderado a água, sendo também em termos de princípio de funcionamento, basicamente uma cópia do reator PWR usado no Brasil pelas usinas Angra I e Angra II. Ele usa urânio enriquecido como combustível e água leve como moderador e refrigerante. Sua vantagem sobre os PWR é seu baixo custo de instalação. Sua desvantagem é o menor número de itens de segurança, em relação ao PWR. Por exemplo, os reatores de Angra I e Angra II são projetados para resistirem a um choque de avião-suicida e ainda assim, não vazarem radiação. Num VVER, tal choque vazaria radiação para o ambiente em escala mortal para os vizinhos deste reator. Em Cuba havia dois destes reatores em construção entre as décadas de 1980 e 1990 (Central Nuclear Juragua), mas nunca foram concluídos. Há mais de vinte reatores tipo VVER, em funcionamento na Rússia, China, Hungria e alguns outros países. Ao contrário do reator RBMK , este reator segue em instalação e tem razoáveis condições de segurança. Ainda assim, tais itens de segurança são inferiores aos usados nos reatores PWR. Já houve acidentes nucleares com este tipo de reator na Hungria. Na Alemanha, quando houve sua reunificação, este tipo de reator lá existente em funcionamento foi totalmente fechado, por problemas de segurança.

## História
Os primeiros VVERs foram construídos antes de 1970. O modelo VVER-440 V230 foi o projeto mais comum, fornecendo 440 MW de potência elétrica. O V230 emprega seis loops, cada um possuindo um gerador de vapor horizontal. Uma versão modificada do VVER-440 V213 foi um produto dos primeiros padrões de segurança nuclear adotados pelos engenheiros soviéticos. Esse modelo inclui mais um sistema de arrefecimento de emergência do núcleo e um sistema auxiliar de alimentação de água, assim como sistemas de localização de acidente melhorados.
O VVER-1000 o maior foi desenvolvido depois de 1975 e um sistema com 4 loops, alojado dentro de um edifício de contenção sistema supressor pulverizador de vapor. Os desenhos de reator de VVER foram elaborados de forma a incorporar controle automático, segurança passiva e sistemas de contenção associados com os reatores de terceira geração do Ocidente.
O VVER-1200 é a versão atualmente oferecida para construção, sendo uma evolução do VVER-1000 com maior capacidade instalada, capaz de gerar até 1200 MWe de potência elétrica bruta, além de prover sistemas de segurança passiva adicionais. Em 2012, a Rosatom declarou que possui intenção de obter certificações de autoridades regulatórias britânicas e estado-unidenses no futuro, ainda que dificilmente solicitaria uma licença britânica antes de 2015.

## Classificação
| Geração | Nome      | Modelo | País              | Usinas                                                         |
| ------- | --------- | ------ | ----------------- | -------------------------------------------------------------- |
| I       | VVER      | V-210  | Rússia            | Novovoronezh 1 (descomissionado)                               |
| I       | VVER      | V-365  | Rússia            | Novovoronezh 2 (descomissionado)                               |
| II      | VVER-440  | V-179  | Rússia            | Novovoronezh 3-4                                               |
| II      | VVER-440  | V-230  | Rússia            | Kola 1-2                                                       |
| II      | VVER-440  | V-230  | Alemanha Oriental | Greifswald 1-4 (descomissionado)                               |
| II      | VVER-440  | V-230  | Bulgária          | Kozloduy 1-4 (descomissionado)                                 |
| II      | VVER-440  | V-230  | Eslováquia        | Bohunice I 1-2 (descomissionado)                               |
| II      | VVER-440  | V-213  | Rússia            | Kola 3-4                                                       |
| II      | VVER-440  | V-213  | Ucrânia           | Rovno 1-2                                                      |
| II      | VVER-440  | V-213  | Hungria           | Paks 1-4                                                       |
| II      | VVER-440  | V-213  | República Tcheca  | Dukovany 1-4                                                   |
| II      | VVER-440  | V-213  | Finland           | Loviisa 1-2                                                    |
| II      | VVER-440  | V-213  | Eslováquia        | Bohunice II 1-2 Mochovce 1-2 Mochovce 3-4 (Em construção)      |
| II      | VVER-440  | V-270  | Armênia           | Armênia-1 (descomissionado) Armênia-2                          |
| III     | VVER-1000 | V-187  | Rússia            | Novovoronezh 5                                                 |
| III     | VVER-1000 | V-302  | Ucrânia           | Sul da Ucrânia 1                                               |
| III     | VVER-1000 | V-338  | Ucrânia           | Sul da Ucrânia 2                                               |
| III     | VVER-1000 | V-338  | Rússia            | Kalinin 1-2                                                    |
| III     | VVER-1000 | V-320  | Rússia            | Balakovo 1-4 Kalinin 3-4 Rostov 1-2 Rostov 3-4 (Em construção) |
| III     | VVER-1000 | V-320  | Ucrânia           | Rovno 3-4 Zaporozhe 1-6 Khmelnitski 1-2 Sul da Ucrânia 3       |
| III     | VVER-1000 | V-320  | Bulgária          | Kozloduy 5-6                                                   |
| III     | VVER-1000 | V-320  | República Tcheca  | Temelin 1-2                                                    |
| III     | VVER-1000 | V-428  | China             | Tianwan 1-2 Tianwan 3-4 (Em construção)                        |
| III     | VVER-1000 | V-412  | Índia             | Kudankulam 1 Kudankulam 2 (Em construção)                      |
| III     | VVER-1000 | V-466  | Irã               | Bushehr 1                                                      |
| III+    | VVER-1200 | V-392M | Rússia            | Novovoronezh II 1-2 (Em construção)                            |
| III+    | VVER-1200 | V-491  | Rússia            | Báltico 1-2 (Em construção) Leningrad II 1-2 (Em construção)   |
| III+    | VVER-1200 | V-491  | Belarus           | Belarus 1 (Em construção)                                      |

## Design

O arranjo hexaédrico da montagem do combustível dos VVERs comparados com os PWRs da Westinghouse

A abreviação russa VVER significa 'reator de energia moderado por água e refrigerado por água'. O projeto é um tipo de reator de água pressurizada (PWR). As principais diferenças dos VVERs comparados com os outros VVERs são:
- Geradores de vapor horizantais
- Combustível organizado em feixes hexagonais
- Sem penetrações na parte inferior do reator de pressão
- Pressurizadores de alta capacidade provendo um inventário de refrigerante a um grande reator

As hastes de combustível estão totalmente imersas em água mantida a uma pressão de 15 MPa, assim ela não ferve a temperaturas normais de operação (220 até 300 °C). A água no reator serve tanto como refrigerante quanto moderador, o que é uma importante característica de segurança. Se circulação de refrigerador falhar, o efeito moderador de nêutrons da água diminui, reduzindo a intensidade da reação e compensando a perda de refrigeração, uma condição conhecida como coeficiente de vazio negativo. Versões posteriores dos reatores estão fechadas em conchas massivas de aço. O combustível utilizado é dióxido de urânio(UO2) com urânio pouco enriquecido (cerca de 2.4–4.4% 235U) ou equivalente em forma de paletas, montadas dentro de hastes de combustível.
A reatividade é controlada pelas hastes de controle que podem ser inseridas no reator vindo de cima. Essas hastes são feitas de materiais absorvedores de nêutrons, dependendo do quão profundo elas são inseridas, podem acabar com a reação em cadeia da fissão nuclear. No caso de emergência, o desligamento instantâneo do reator pode ser alcançando ao se inserir totalmente as hastes de controle dentro do núcleo.

### Circuitos de refrigeração primários

Configuração dos quatro circuitos de refrigeração primários e o pressurizador de um VVER-1000

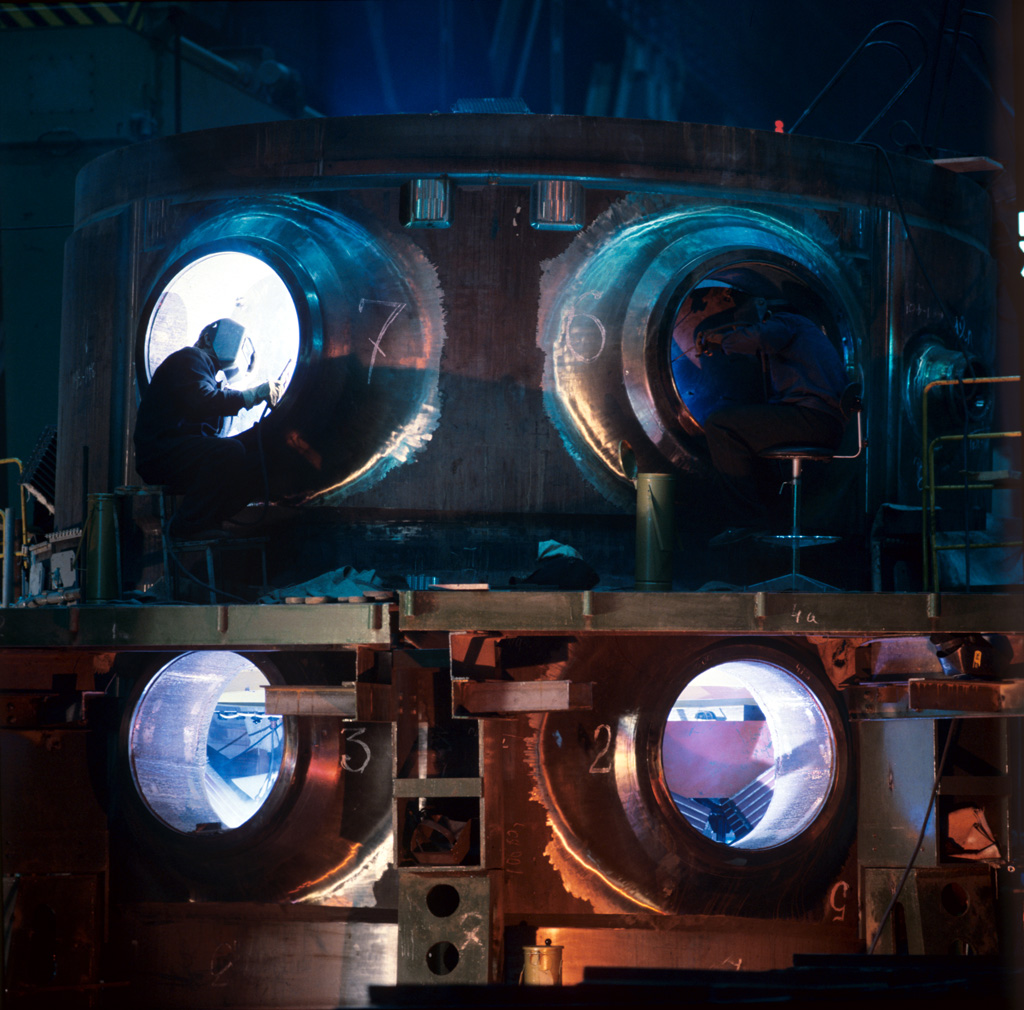
Construção do recipiente de pressão de um reator VVER-1000 na Atommash.

Como declarado acima, a água nos circuitos primários é mantida sob um pressão elevada constante para evitar que ferva. Já que a água transfere todo o calor a partir do núcleo e é irradiada, a integridade desse circuito é crucial. Os quatro componentes principais são:
1. Recipiente do reator: a água flui pelas montagens de hastes de combustível que são aquecidas pela reação nuclear em cadeia.
2. Pressurizador(compensador de volume): mantém a água sobre pressão constante de forma controlada, o compensador de volume regula a pressão ao controlar o equilíbrio entre o vapor de água e a água usando aquecimento elétrico e válvulas de alívio.
3. Gerador de vapor: no gerador de vapor, o calor da água refrigerante primária é usada para ferver a água no circuito secundário.
4. Bomba: a bomba certifica a circulação de água com o fluxo correto pelo circuito.

De maneira a assegurar a continua refrigeração do núcleo em situações de emergência, o circuito primário é projetado como sistemas redundantes.